# اووه اونتروالدر
اووه اونتروالدر (انگلیسی: Uwe Unterwalder؛ زادهٔ ۱۵ ژوئیهٔ ۱۹۵۰) دوچرخه‌سوار اهل آلمان است.
وی در مسابقات کشوری و بین‌المللی در مجموع برندهٔ ۱ مدال طلا، ۵ مدال نقره، ۲ مدال برنز شده‌است.